# イーストボーン・タウンFC
イーストボーン・タウン・フットボールクラブ（Eastbourne Town Football Club）はイングランド、イースト・サセックス州、イーストボーンを本拠地とするサッカークラブチームである。2021-2022シーズンはサザンコンビネーションリーグ・プレミアディヴィジョン（9部相当）に所属。

## 歴史
1881年にイーストボーンFCとして創設された。1971年に現在の名称に変更した。

## 名称変更
- 1881-1971 イーストボーンFC
- 1971-現在 イーストボーン・タウンFC

## タイトル

### 国内タイトル
- サセックス・カウンティリーグ:2回

1976-1977,2006-2007

### 国際タイトル
- なし